# Wat Saket
Wat Saket Ratchawora Mahawihan (en tailandés, วัดสระเกศราชวรมหาวิหาร), abreviado como Wat Saket (วัดสระเกศ), es un templo (wat) de segunda clase de Bangkok, Tailandia, ubicado en torno a la montaña artificial Phu Khao Thong (Montaña Dorada, ภูเขาทอง) del distrito Pom Prap Sattru Phai. El primer templo se construyó durante el Reino de Ayutthaya y fue reformado en el reinado de Rama I (1782-1809), hasta que luego de distintas intervenciones fue concluido por Rama V (1868–1910).

## Toponimia
El nombre actual de Wat Saket significa purificar o lavar el cabello, debido a que el rey Rama I realizó allí la ceremonia del baño real al regresar de Camboya, antes de ascender al trono.

## Historia
El primer templo se llamó Wat Sa Kae y fue erigido durante el período del Reino de Ayutthaya fuera de las murallas de la ciudad, en lo que hoy es el subdistrito de Ban Bat, del distrito de Pom Prap Sattru Phai.

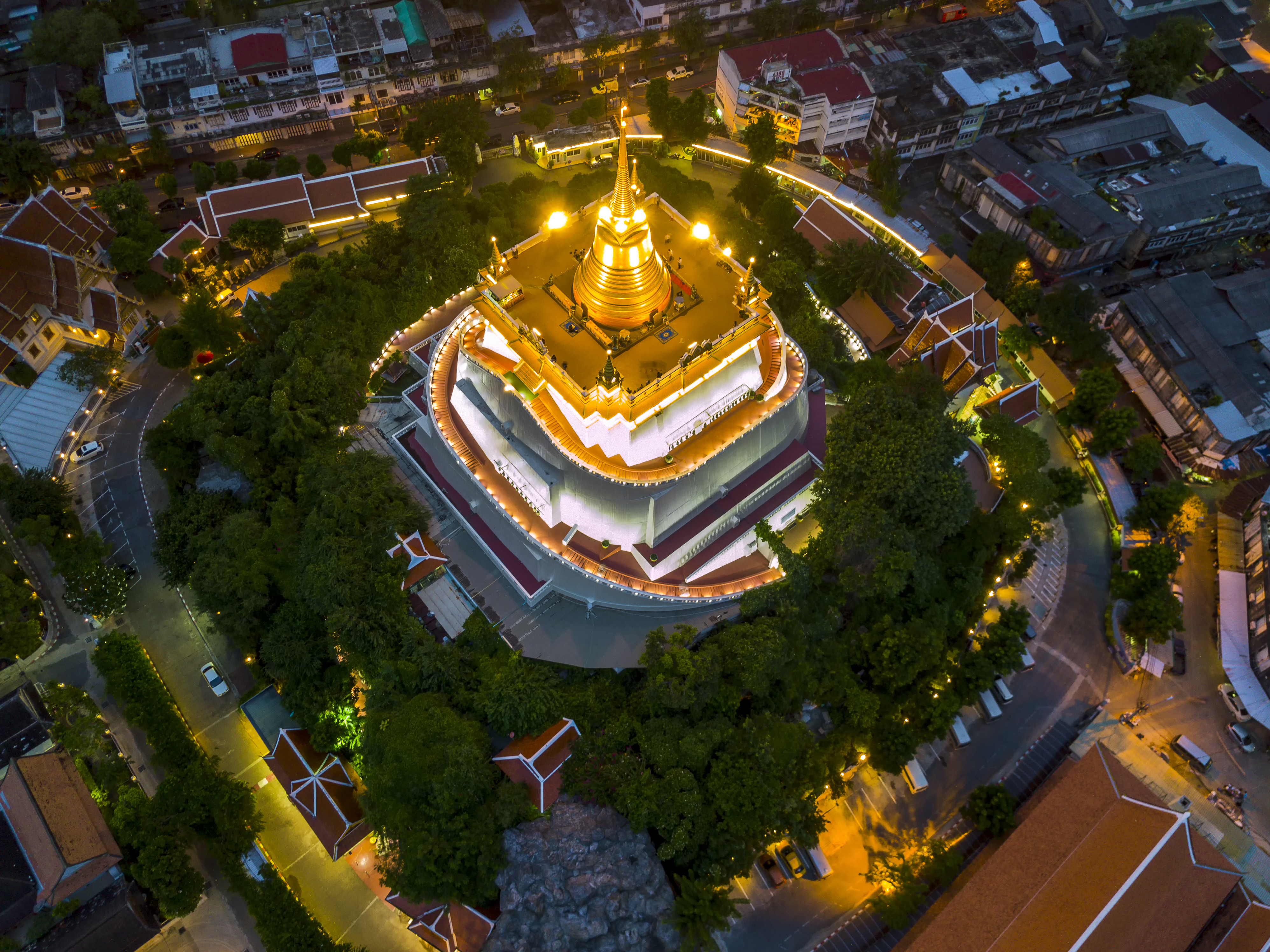

Cuando el rey Rama I regresó de Camboya para sofocar los disturbios en Thonburi (hasta entonces capital del Reino de Thonburi, predecesor de Tailandia), trasladó la capital a Bangkok, al otro lado del río Chao Phraya, y allí ordenó en 1782 restaurar el templo (al que rebautizó Wat Saket) y cavar un canal alrededor.
Bangkok sufrió una epidemia de cólera en 1820 que provocó gran cantidad de muertes. Muchos de los cadáveres fueron incinerados en Wat Saket, donde también se abandonaron cuerpos que eran devorados por buitres.
Rama II fue el primer rey en idear una representación del Monte Meru. Rama III ordenó erigir una estupa, que colapsó durante la construcción debido al suelo pantanoso. Los restos abandonados junto a la maleza que creció encima dieron origen a una montaña artificial, donde se inició la construcción de una nueva estupa durante el reinado de Rama IV.
Wat Saket fue concluido con Rama V en el trono, aunque las construcciones de mármol son del siglo XX.

## Arquitectura
El edificio principal es una pagoda construida en el reinado de Rama V, erigida sobre la Montaña Dorada, donde se alojan las reliquias de Buda recibidas de la India. Tiene 77 metros de alto y se accede por una escalera en espiral de 318 escalones, con monumentos y tumbas camino a la cima, donde hay una terraza que tiene vista panorámica hacia la ciudad de Bangkok.
La sala de ordenación es un edificio de hormigón armado de tres pisos con techo de tejas, rodeado por balcones curvos con 163 imágenes de Buda. Las paredes interiores tienen pinturas originales del reinado de Rama III y una imagen de Buda en postura de meditación. Alrededor del templo hay arcos en 8 direcciones decorados con azulejos.
También hay otras construcciones como una estupa, un edificio de dos pisos y un edificio de madera.

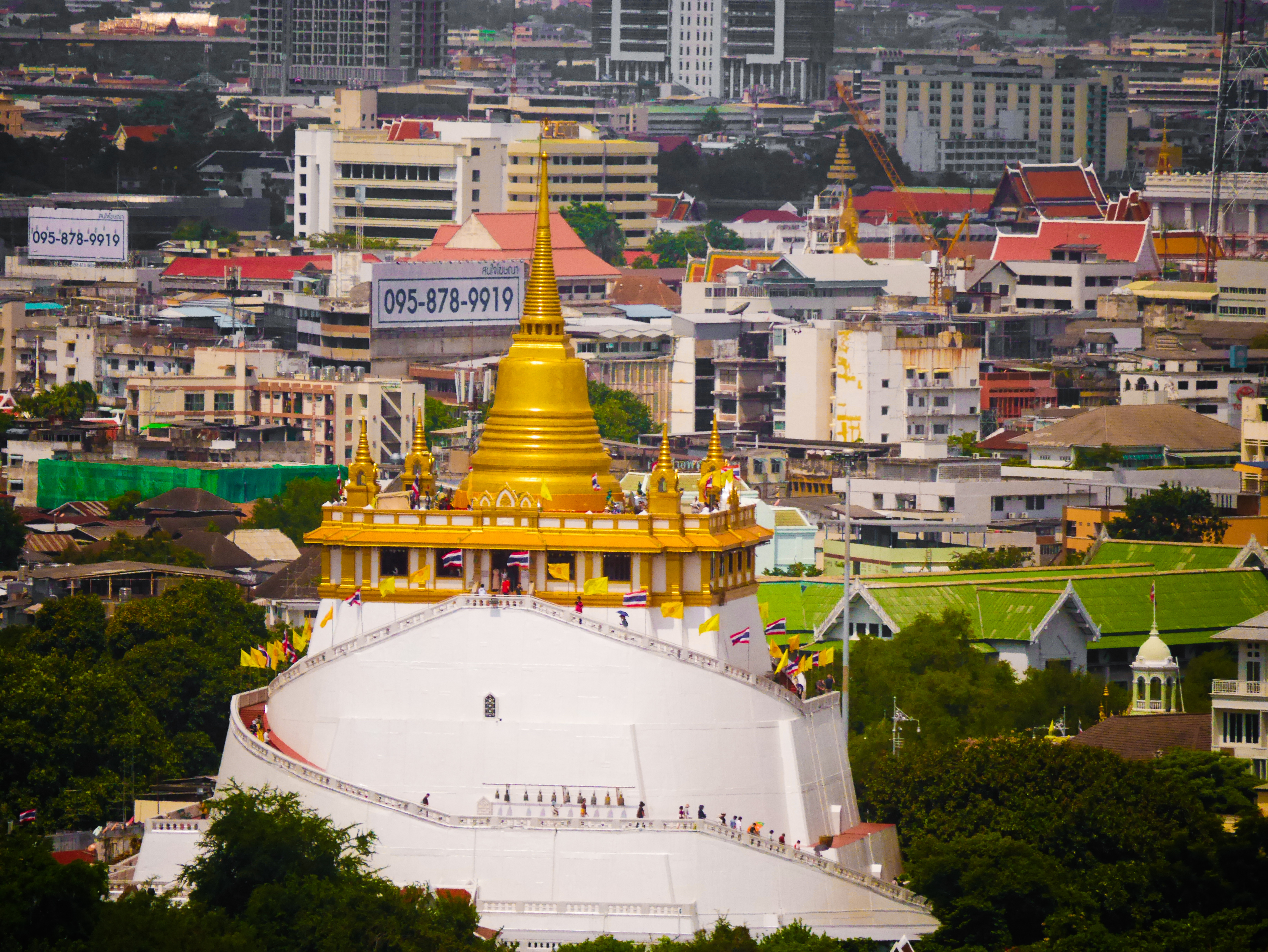
Escaleras y templo sobre la Montaña Dorada.
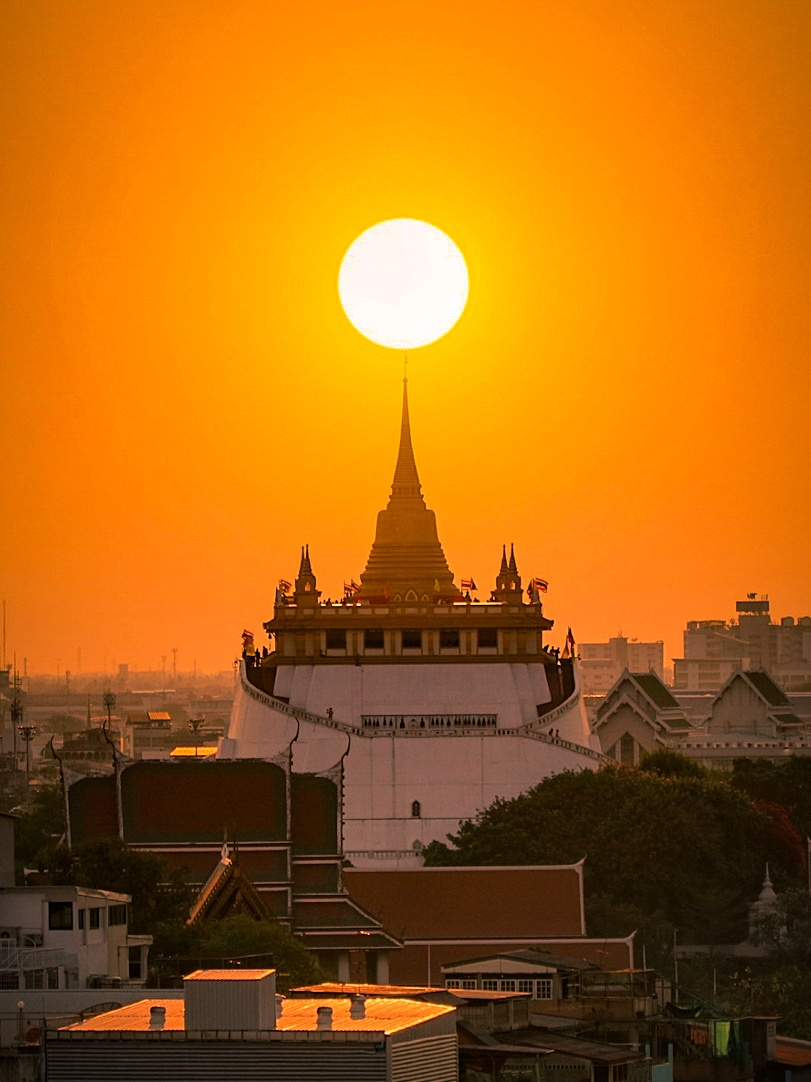
Wat Saket al atardecer.
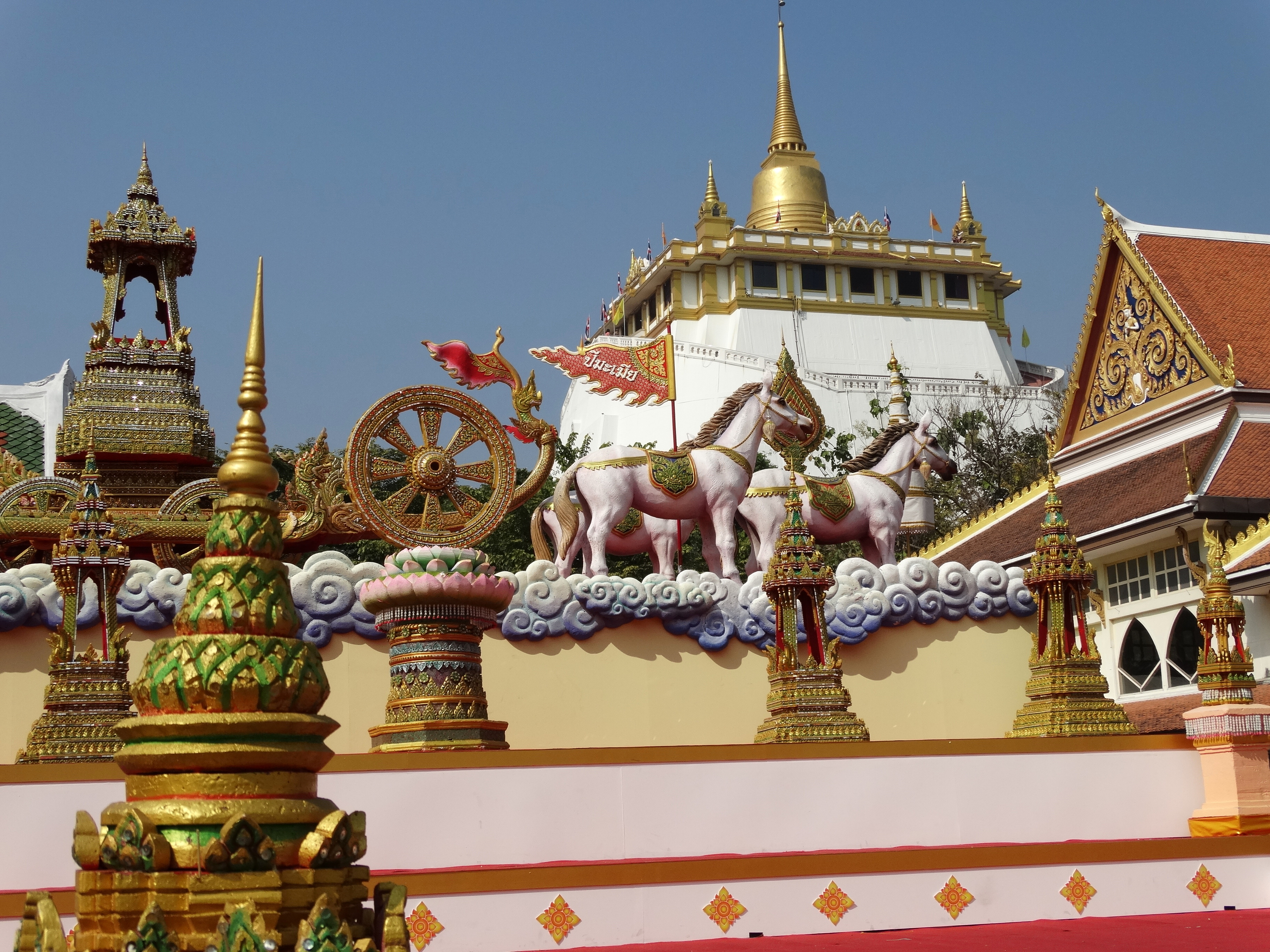
Detalle de las decoraciones.
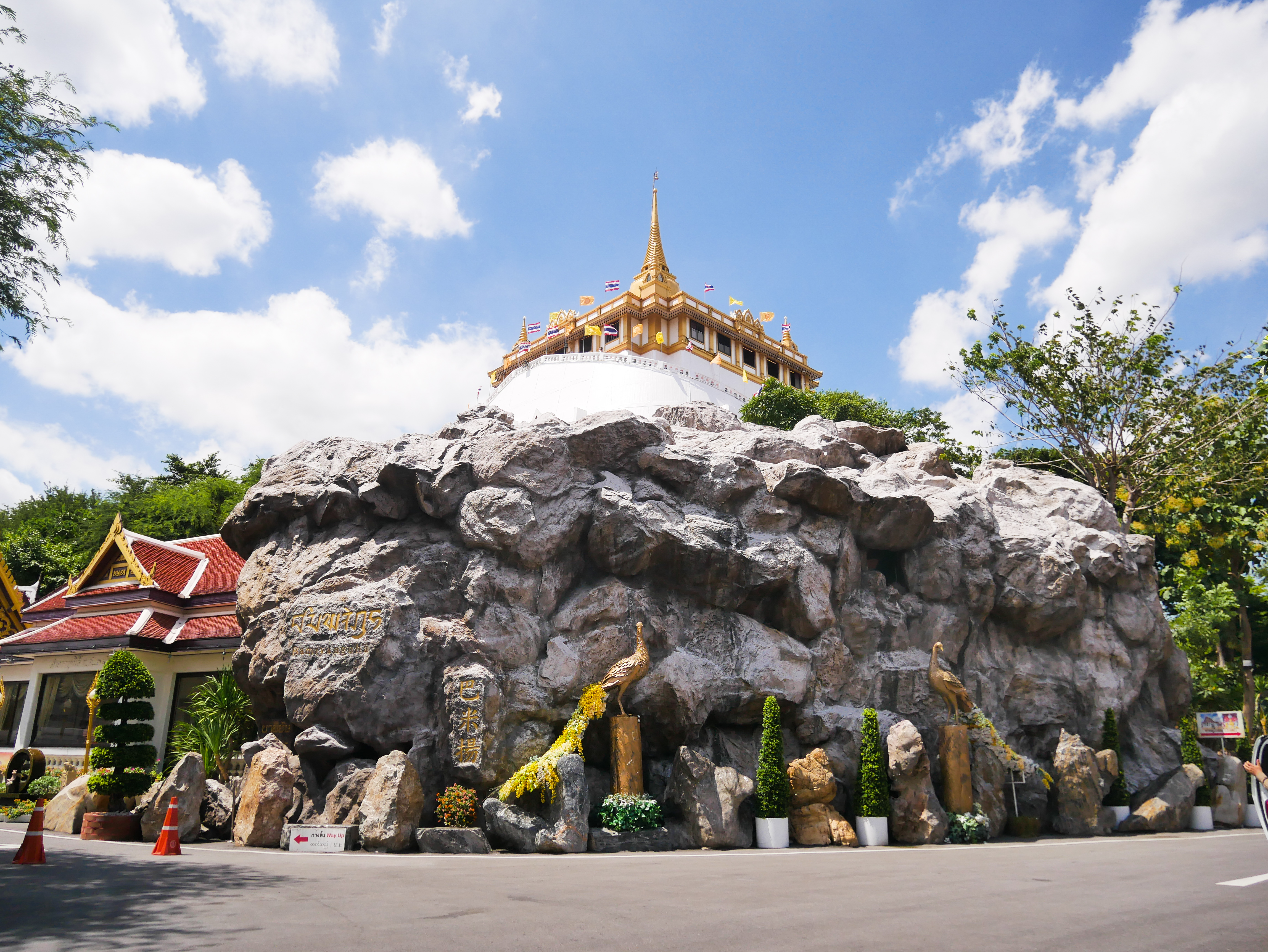
Estatuas en la base.
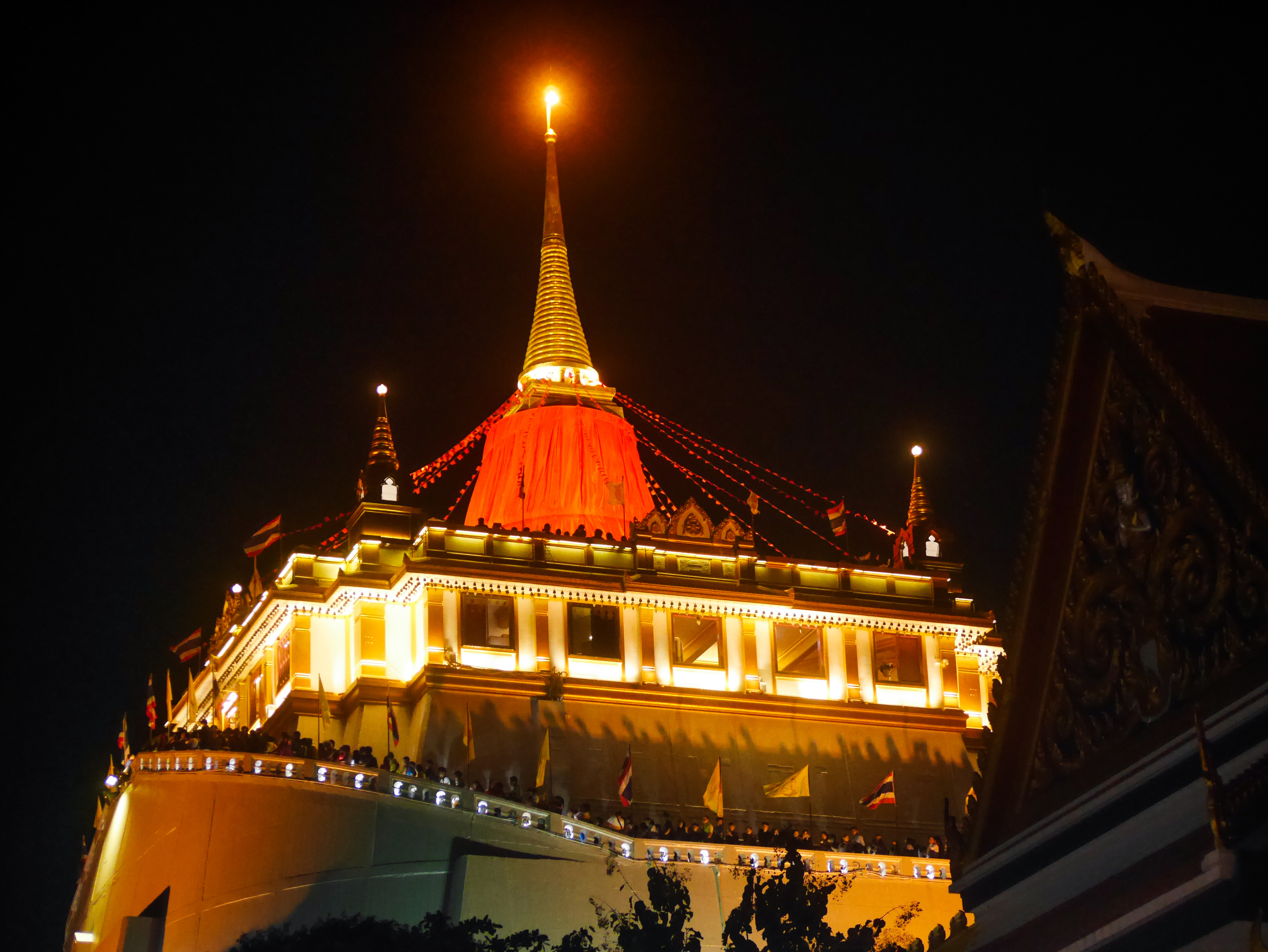
Imagen nocturna durante el festival de Loy Krathong.
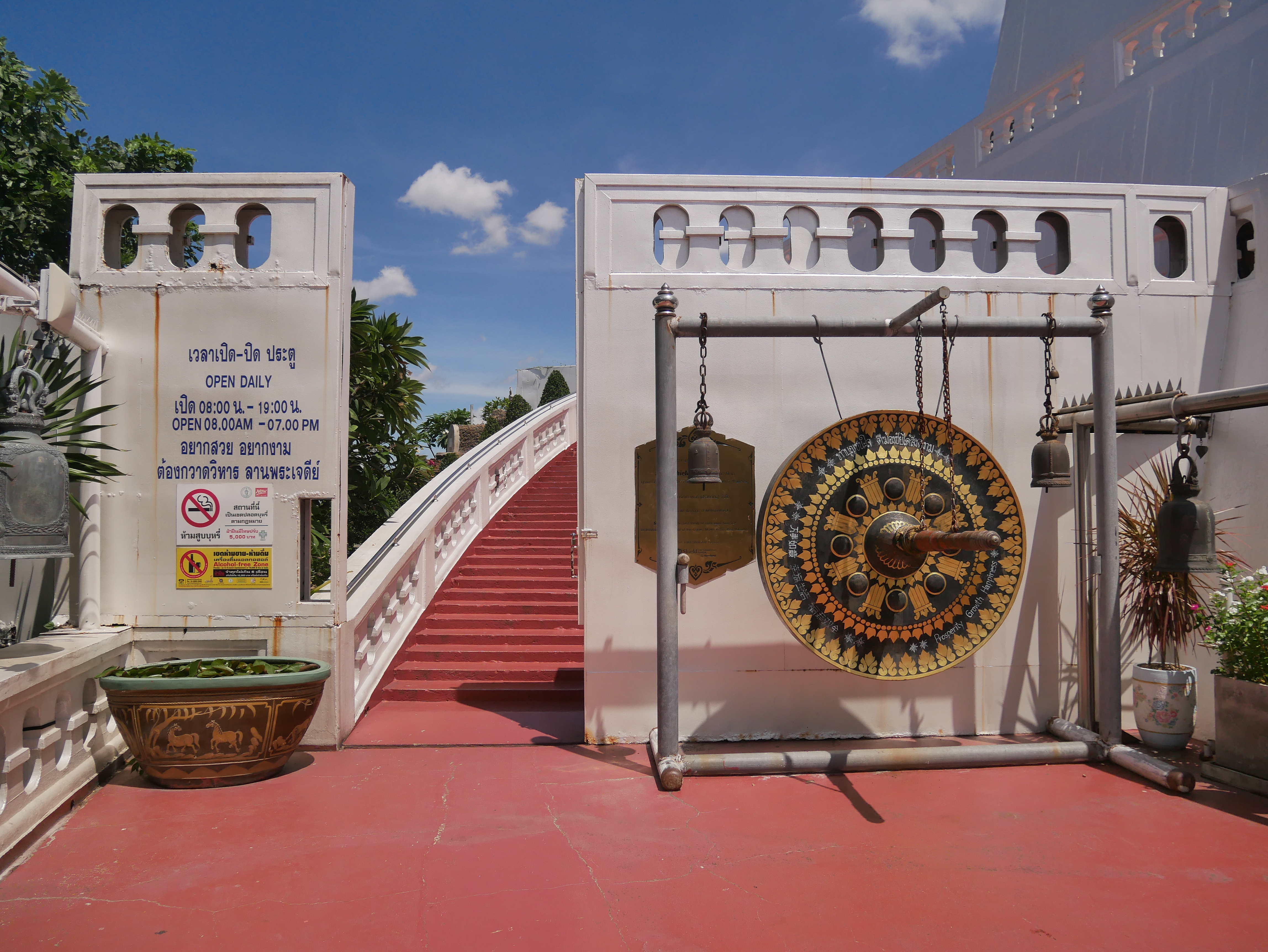
Tramo de escaleras.
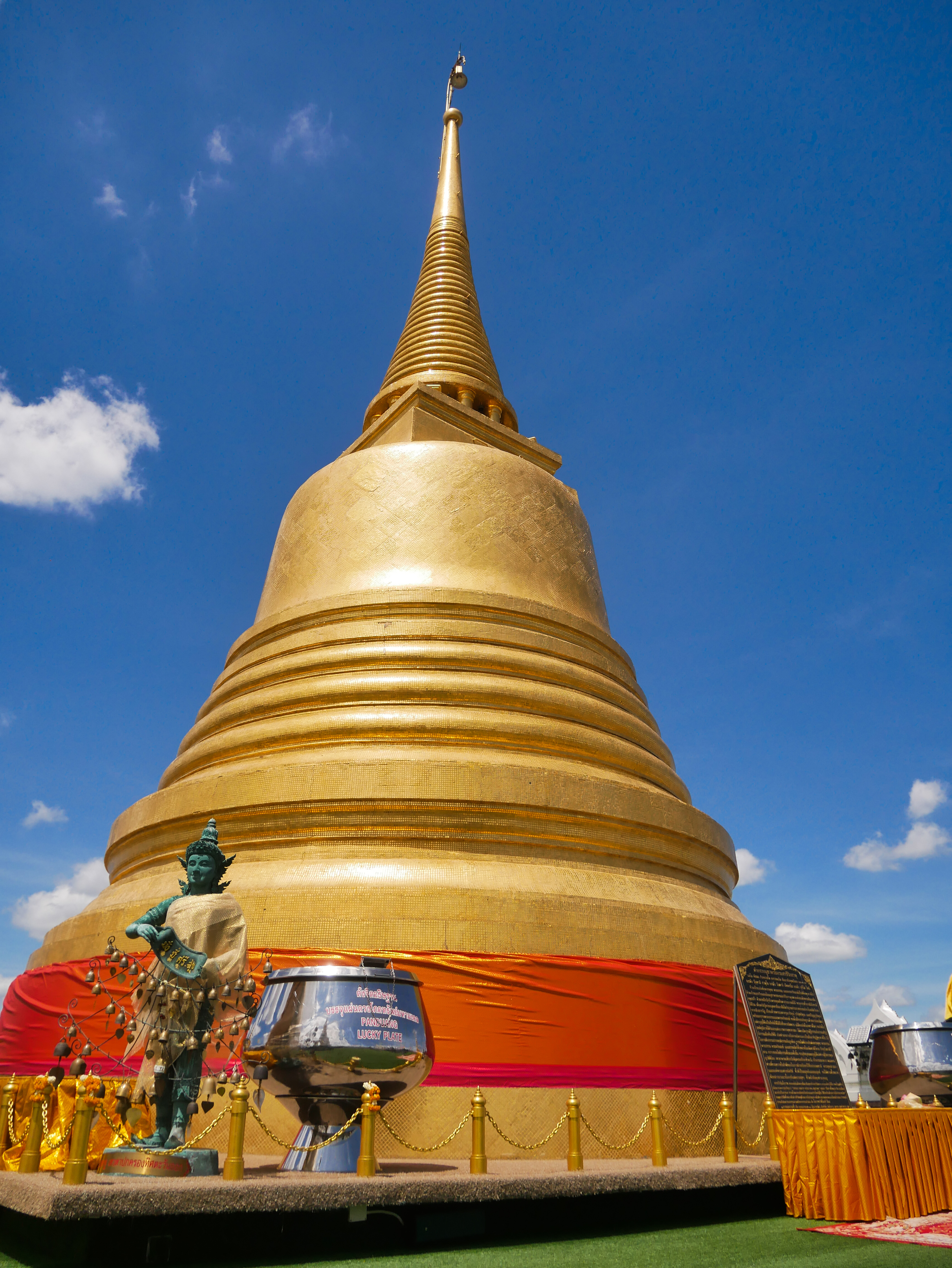
Estupa y punto más alto de Wat Saket.

## Culto religioso
Wat Saket tiene 13 objetos sagrados budistas. Estos son el propio templo, distintas estatuas de Buda (como la de Phra Ubosot y la de Luang Phor, que se cree que fue realizada en los inicios del Reino de Rattanakosin), el Salón Tripitaka (donde se guardan escrituras budistas), el pabellón de sermones y el árbol Sri Maha Bodhi.
El árbol Sri Maha Bodhi tiene más de 200 años y se dice que nació de una rama del árbol donde Buda alcanzó la iluminación.
Wat Saket es el epicentro de los siete días de celebraciones del festival de Loy Krathong.

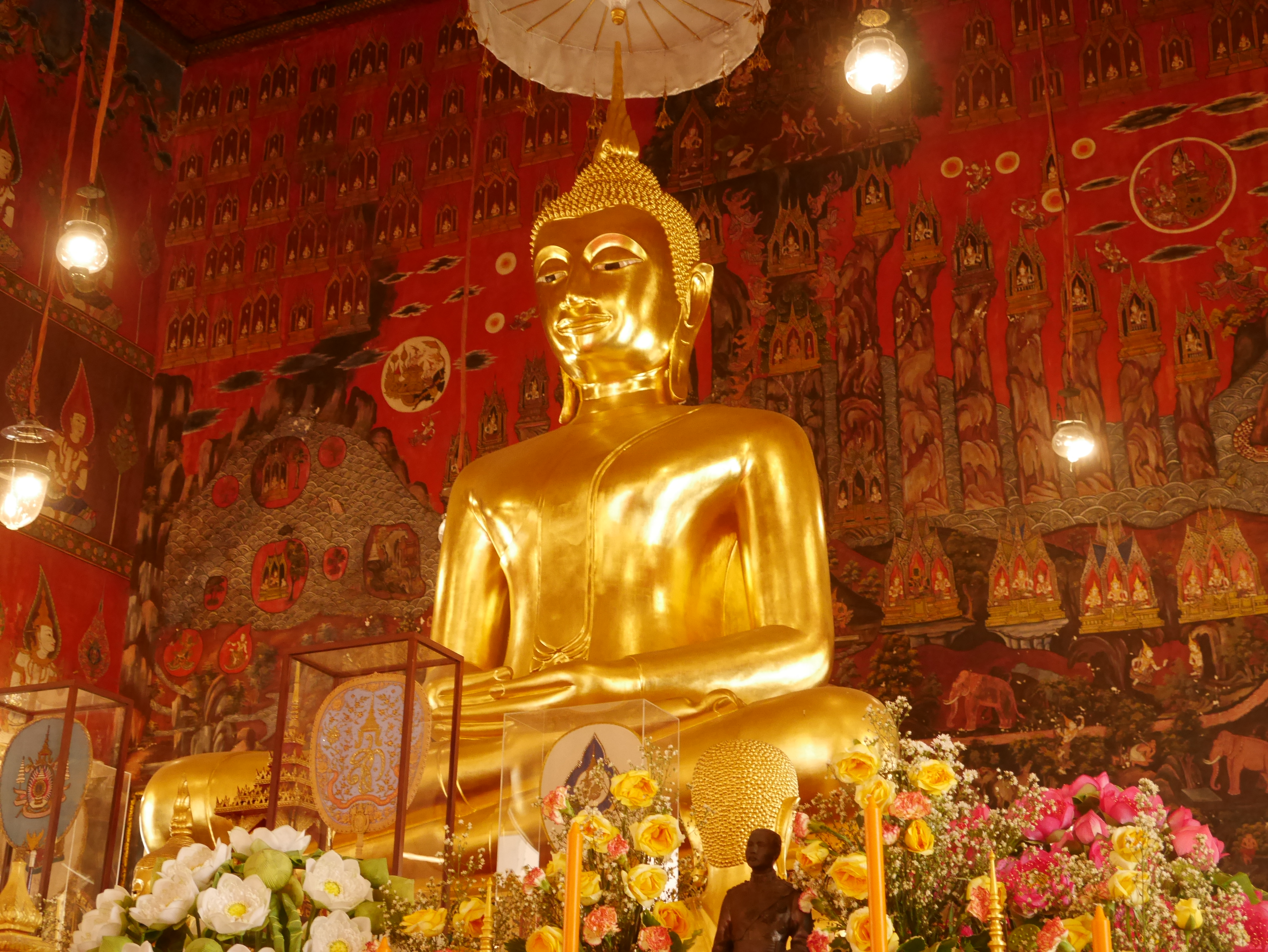
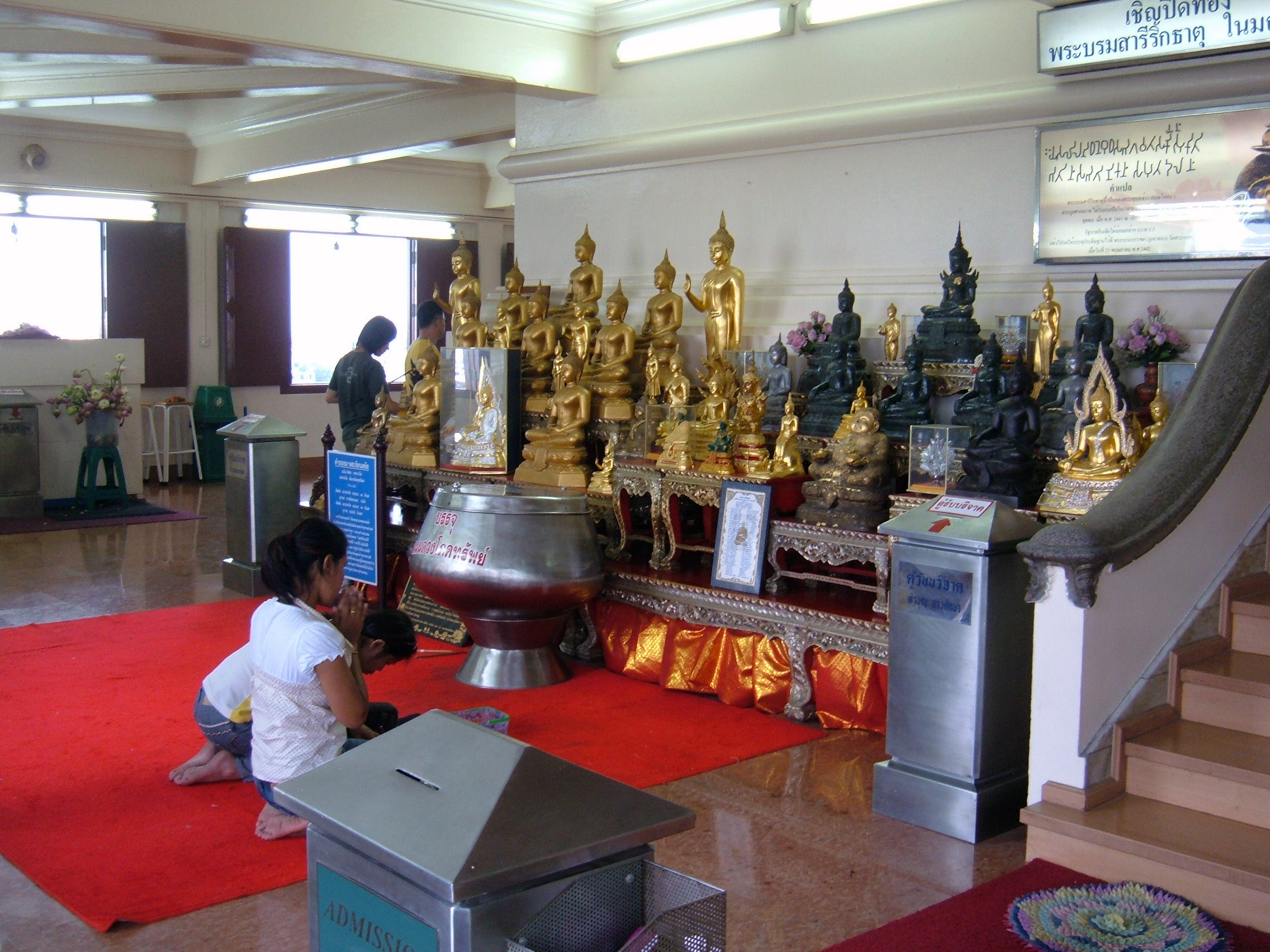
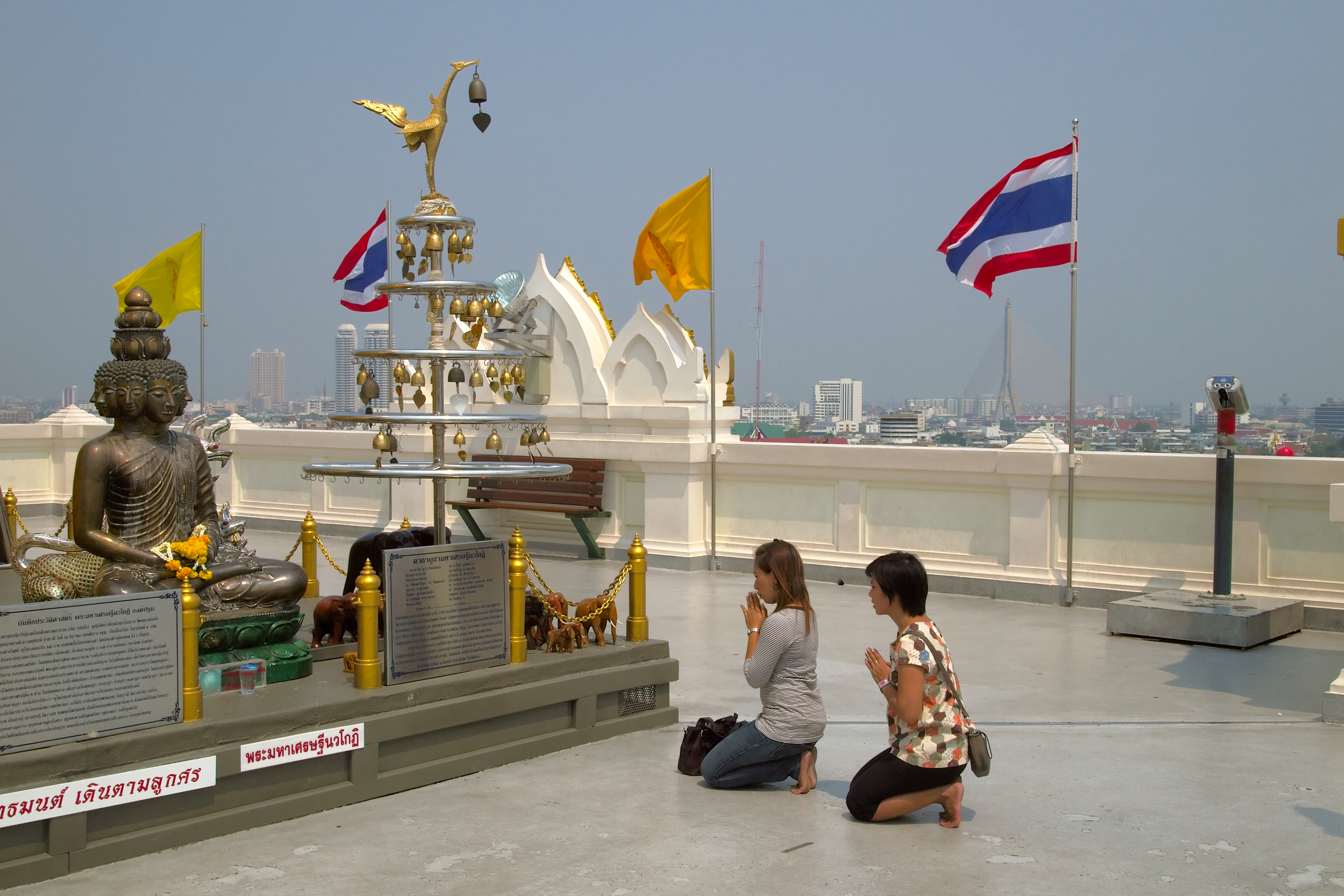
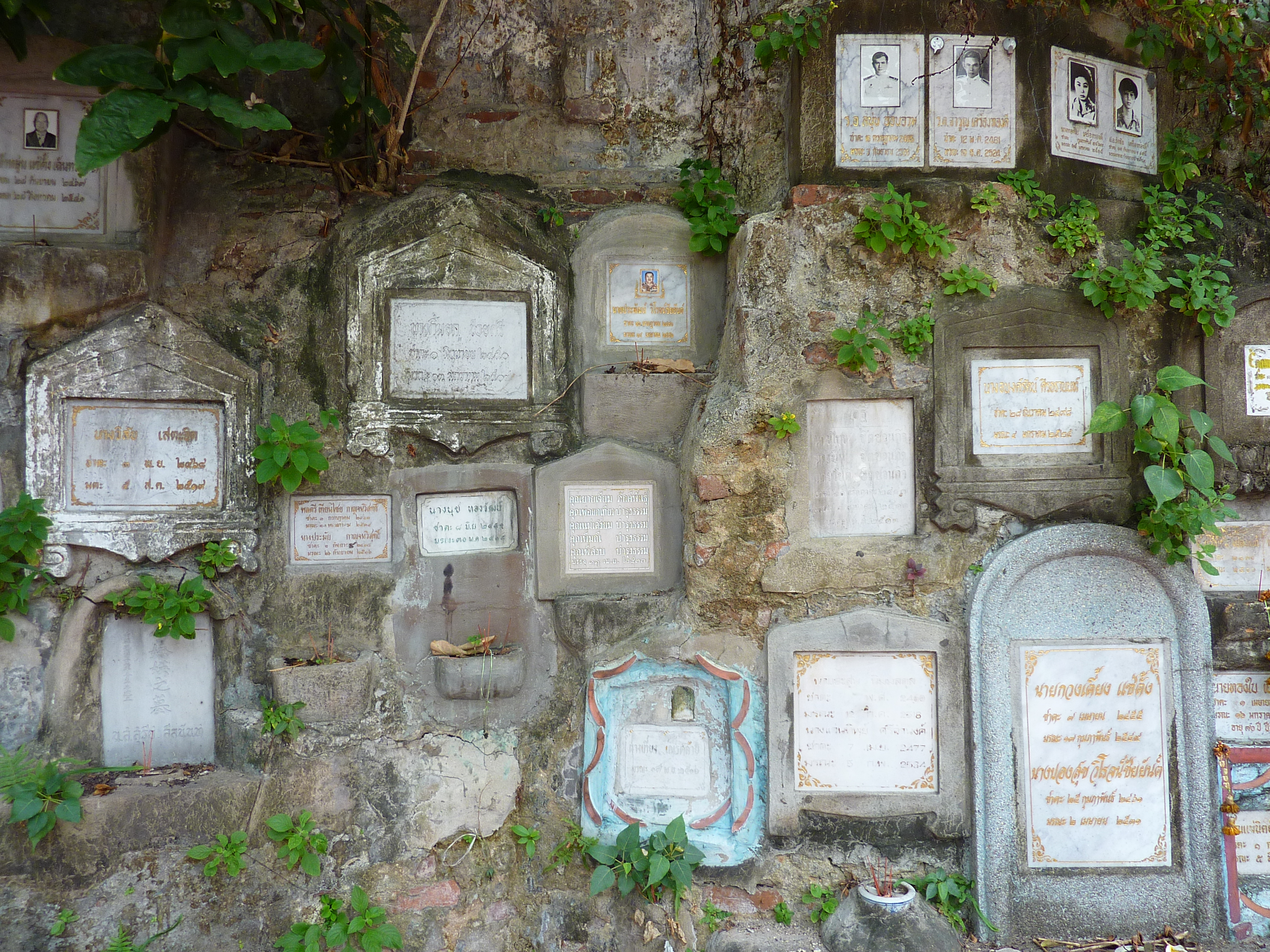